# Гривка (Калузька область)
Гривка (рос. Гривка) — залізничний роз’їзд в Спас-Деменському районі Калузької області Російської Федерації.
Населення становить 0 осіб. Входить до складу муніципального утворення Село Лазинки.

## Історія
Від 2004 року входить до складу муніципального утворення Село Лазинки

## Населення
| 2002 | 2007 | 2010 |
| ---- | ---- | ---- |
| 2    | ↘0   | →0   |